# 串山公園
串山公園（くしやまこうえん）は、広島県呉市船見町にある公園。

## 概要
国道487号沿いの呉港を望む高台にある公園。呉市における桜の名所の一つであり、園内に約830本植えられており春の花見シーズンには賑わう。
北東側つまり呉港側は旧呉鎮守府・呉海軍工廠敷地、現在は海自呉地方隊および重工業地帯であり、歴史の見える丘とともに呉市の歴史を一望できるスポットである。園の南東側、現在のアレイからすこじま公園駐車場は近代においては呉海軍工廠海軍技手養成所であったところで、園内にはそれに関連する旧海軍の遺構が点在している。
- 工廠神社（産業神社）跡
- 呉海軍工廠跡地記念碑
- 旧呉海軍工廠海軍技手養成所跡石碑
- 防空監視所跡
- トーチカ跡
- 防空壕跡

## 交通
- 広電バス
  - 呉探訪ループバス（くれたん）「潜水隊前」バス停下車、徒歩約5分
  - 宮原線（坪の内経由）「串山」バス停下車、徒歩約1分
- 車
  - 広島呉道路呉インターチェンジから約10分
  - アレイからすこじま公園駐車場あり